# 西州 (唐朝)
42°51′10″N 89°31′36″E / 42.85278°N 89.52667°E
西州，唐朝时设置的州。轄區約相當今日新疆的吐魯番市。管五縣：前庭縣，柳中縣，交河縣，天山縣，蒲昌縣。
貞觀十四年（640年），灭高昌麹氏王朝，以其地置西昌州，不久改名西州。治所在高昌县（宝应元年762年改名前庭县，城址高昌城即今吐鲁番市东南高昌故城）。辖境相当今新疆维吾尔自治区吐鲁番市及托克逊、鄯善等县地。地扼天山南北孔道，当中西交通要冲。贞观十四年至显庆三年（658年）间，设安西都护府于此。贞元七年（791年）为吐蕃占领。9世纪中回鹘人由今鄂尔浑河流域西迁，主要的一支即移至此建国，史称“西州回鹘”。 
唐朝西州刺史
- 谢叔方（640年-641年）
- 乔师望（641年—642年）
- 郭孝恪（642年—649年）
- 柴哲威（649年—651年）
- 麹智湛（651年—664年，都督）
- 崔智辩（665年，都督）
- □二瑜（约670年前后）
- □义（677年）
- □怀旦？（678年）
- □伏生（680年-681年）
- 唐休璟（689年，都督）
- 王孝杰（691年，都督）
- 唐休璟（692年，都督）
- 邓温（705年，都督）
- □定母（706年-707年，都督）
- 吕某（709年后，都督）
- 高某（724年，都督）
- □广济（725年，都督）
- 张楚珪（728年，都督）
- 王斛斯（732年—733年，都督）
- 张待宾（734年-736年）
- □宪（739年）
- □忠比（753年，都督）
- 药□（753年-754年，太守）
- □覃（754年-755年，太守）
- 元载（肃宗时，刺史）
- 李秀璋（大历年间，刺史）[1][2]